# Quergefragt
Quergefragt war eine Talkshow des SWR Fernsehen, die hauptsächlich zu den Themen Politik, Kultur, Sport und Gesellschaft wöchentlich (mittwochs um 20:15 Uhr) ausgestrahlt wurde. In sechs Jahren wurden 222 Folgen gesendet, am 17. Dezember 2008 wurde sie eingestellt und Anfang 2009 durch 2+Leif abgelöst.

## Sendestudio
Quergefragt wurde aus Mainz oder Berlin gesendet. Spielort in Mainz war das Staatstheater Mainz und die Alte Lokhalle.
In Berlin fand Quergefragt entweder in der Landesvertretung von Baden-Württemberg oder in der von Rheinland-Pfalz statt.

## Moderation
Bis September 2006 führten Anke Hlauschka und Christian Döring gemeinsam durch die Sendung. Nachdem Döring zur Ländersache im SWR wechselte, moderierte Hlauschka mit Birgit Wentzien-Ziegler im wöchentlichen Wechsel durch die Sendung, wobei Hlauschka im Sendestudio Mainz und Wentzien-Ziegler in Berlin war. Meist waren vier Gäste eingeladen.

## Ausstrahlung
Der Sendeplatz war mittwochs um 20:15 Uhr.